# Curacautín
Curacautín (en mapudungún: kura kawin, ‘piedra de reunión’), a veces estilizada Cura-Cautín, es una ciudad y comuna de la zona sur de Chile, en la Provincia de Malleco (Región de la Araucanía), ubicada cerca de los volcanes Llaima, Lonquimay y Tolhuaca, que pueden ser vistos desde la ciudad, ubicado a 84 km al noreste de la ciudad de Temuco y 673 km al sur de la ciudad de Santiago.

## Historia
Con la misión de controlar a los indígenas de la zona, el fuerte Curacautín fue fundado el 12 de marzo de 1882.[cita requerida] Se eligió este lugar por ser una meseta relativamente alta (a unos 400 m s. n. m.) con visibilidad hacia los cuatro puntos cardinales.
En 1906 comienza la construcción del ramal Púa-Lonquimay que se originaba desde la estación Púa y que llegó hasta estación Selva Oscura, extendiéndose por 49 kilómetros, y luego la extensión de este ramal llegó hasta la localidad en octubre de 1914, donde luego fue inaugurado en 1915 contando Curacautín con su propia estación de ferrocarriles.

## Medio ambiente

### Geomorfología y componentes abióticos

Trazado simplificado de los ecosistemas y cuerpos de agua presentes en la comuna de Curacautín.

La comuna de Curacautín se encuentra emplazada en las unidades geomorfológicas de Cordillera volcánica activa y Precordillera; y presenta según la clasificación climática de Köppen clima de tundra de lluvia invernal (ET (s)), clima mediterráneo de lluvia invernal (Csb), clima mediterráneo de lluvia invernal de altura (Csb (h)), clima mediterráneo frío de lluvia invernal (Csc), clima templado lluvioso con leve sequedad estival (Cfb (s)) y clima templado lluvioso frío con leve sequedad estival (Cfc (s)). Esta además se halla entre las cuencas hidrográficas de río Biobío, río Imperial y río Toltén. Además, la comuna posee diversos cuerpos de agua, entre los que se destacan la laguna Blanca, laguna Captrén, laguna Negro, laguna Malleco y laguna Verde; y río Blanco, río Carcoludo, río Cautín, río Dillo, río Indio, río Malleco, río Muco, río Negro, río Peupeu, río Quillén y río Rariruca.

### Componentes bióticos
Dentro del territorio de la comuna se pueden hallar los siguientes ecosistemas:
- Bosque caducifolio templado andino donde predominan Nothofagus alpina y Dasyphyllum diacanthoides (En peligro)
- Bosque caducifolio templado andino donde predominan Nothofagus alpina y Nothofagus dombeyi (Vulnerable)
- Bosque caducifolio templado andino donde predominan Nothofagus pumilio y Araucaria araucana (Vulnerable)
- Bosque caducifolio templado andino donde predominan Nothofagus pumilio y Azara alpina (Vulnerable)
- Bosque caducifolio templado donde predominan Nothofagus obliqua y Laurelia sempervirens (En peligro)
- Bosque resinoso templado andino donde predominan Araucaria araucana y Nothofagus dombeyi (Vulnerable)
- Bosque siempreverde templado andino donde predominan Nothofagus dombeyi y Gaultheria phillyreifolia (Vulnerable)
- Matorral bajo templado andino donde predominan Adesmia longipes y Senecio bipontinii (Vulnerable)
- Matorral bajo templado andino donde predominan Discaria chacaye y Berberis empetrifolia (Vulnerable)
- Zonas geográficas hinóspitas sin vegetación (Sin información)

### Medidas de protección ambiental y conflictos socioambientales
Hasta 2022, la comuna de Curacautín cuenta con las siguientes zonas que cuentan con algún nivel de protección ambiental:
- Araucarias (Reserva Biósfera)[12]
- Parque Nacional Conguillío (Parque Nacional)[13]
- Parque Nacional Tolhuaca (Parque Nacional)
- Proyecto ECCO2 (Iniciativa de Conservación Privada)[14]
- Reserva Forestal Malalcahuello (Reserva Forestal)[15]
- Reserva Forestal Malleco (Reserva Forestal)[16]
- Reserva Forestal Nalcas (Reserva Forestal)[17]

## Demografía

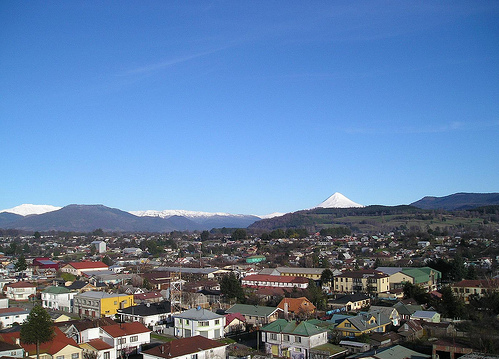
Vista de la ciudad desde las alturas, 2007.

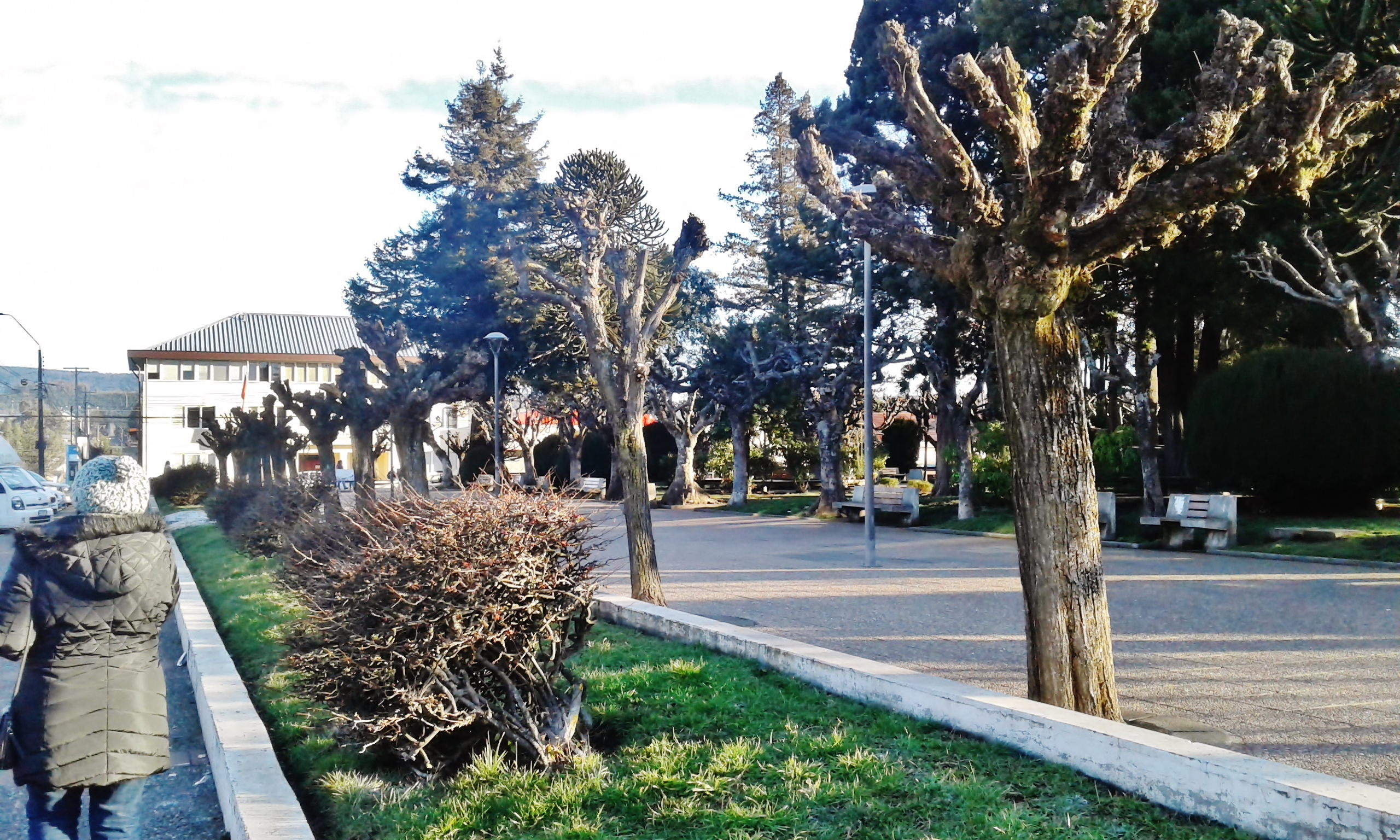
Plaza de armas de Curacautín, 2021.

Según el censo de 2017, la población de la comuna de Curacautín corresponde a un total de 25.413 habitantes, concentrándose principalmente en la localidad homónima.

### Localidades
Como en muchas de las comunas rurales que cuentan con un amplio territorio, en la comuna de Curacautín se han establecido diversas comunidades también conocidas como sectores, villas, caseríos o asentamientos. Estas comunidades no poseen un territorio claramente delimitado ni tampoco autoridades locales que las representen ante el gobierno local, salvo por sus respectivas Juntas de Vecinos. El origen de estas comunidades es diverso, destacando asentamientos en torno a sectores turísticos, caseríos junto a antiguas estaciones de ferrocarriles o villas levantadas por trabajadores de grandes fundos. Entre ellas es posible mencionar:
- Captrén
- Estación
- Hueñivales
- Malalcahuello
- Manchuria
- Manzanar
- Pidenco
- Rari Ruca
- Santa Ema
- Santa Julia
- Tolhuaca

## Administración

### Municipalidad
La comuna de Curacautín es administrada por el alcalde Hugo Vidal Merino (ind) y sus concejales:
- Bernardino Godoy Martínez (ind/Unidos por la dignidad)
- Nibaldo Cortez Muñoz (ind)
- Carlos Crisóstomo Gatica (PPD)
- Mauricio Oñate Escobar (RN)
- Álex Jarpa Riveros (ind/PPD-PS)
- Patricio Abarzua Saavedra (PPD)

### Representación parlamentaria
Integra junto a las comunas de Angol, Collipulli, Ercilla, Lonquimay, Los Sauces, Lumaco, Purén, Renaico, Traiguén y Victoria (de la provincia de Malleco), y Galvarino, Lautaro, Melipeuco, Perquenco y Vilcún (de la provincia de Cautín), el Distrito Electoral N° 22 que elige a cuatro diputados. Así mismo pertenece a la XI Circunscripción Senatorial que comprende a la Región de La Araucanía que cuenta con cinco escaños en el Senado.

## Economía
En 2018, la cantidad de empresas registradas en Curacautín fue de 322. El Índice de Complejidad Económica (ECI) en el mismo año fue de 0,15, mientras que las actividades económicas con mayor índice de Ventaja Comparativa Revelada (RCA) fueron Cultivo de Cebada (204,14), Venta al por Menor de Pinturas, Barnices y Lacas (182,43) y Elaboración de Productos de Aluminio en Formas Primarias (173,6).

### Turismo

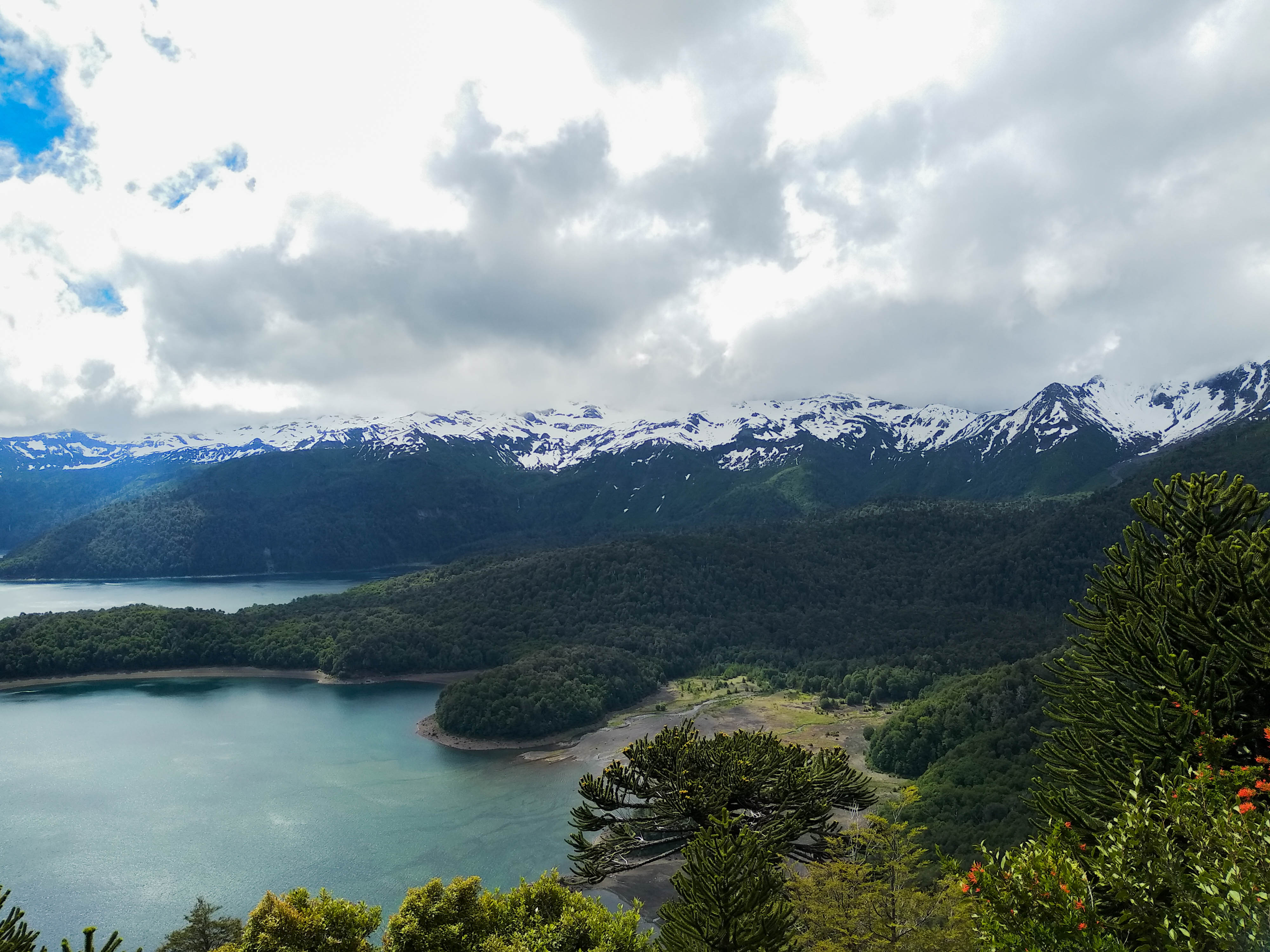
Vista de Sierra Nevada desde el mirador "Los Conderes" en verano, Parque Nacional Conguillío.

La comuna de Curacautín cuenta con áreas naturales de relevancia geográfica y ecológica. El Parque Nacional Conguillío es un espacio protegido que preserva diversos ecosistemas, especialmente aquellos dominados por la araucaria, y está caracterizado por varias lagunas y áreas montañosas. El Parque Nacional Tolhuaca es otro espacio protegido que, aparte de su biodiversidad, es conocido por sus manifestaciones geotérmicas. La Reserva Nacional Malalcahuello se destaca por la conservación de los bosques nativos y su fauna endémica. En cuanto a formaciones acuáticas, Curacautín alberga el Salto de La Princesa y el Salto del Indio, dos cascadas naturales con características geomorfológicas significativas.
Por otro lado, el Túnel Las Raíces, una obra de ingeniería vial, es notorio por ser el túnel carretero más largo de Sudamérica, conectando la Región de La Araucanía con la Región del Biobío y sirviendo como un punto estratégico en la red vial chilena. Además, el Corralco Ski Resort, ubicado en las laderas del Volcán Lonquimay, es uno de los centros de esquí más prominentes de la región. Aunque su principal función es recreativa, ha ganado relevancia no solo por su infraestructura dedicada a los deportes invernales, sino también por su integración en un entorno de gran riqueza natural, con bosques de araucarias que ofrecen un paisaje distintivo.

## Radioemisoras
FM
- 89.5 MHz Radio Rayén del Sur
- 91.5 MHz Radio Armonía
- 93.1 MHz Radio Curacautín
- 93.7 MHz Radio Mirador
- 95.7 MHz Radio Colección
- 96.5 MHz Radio Génesis
- 101.1 MHz Radio Agustina
- 102.1 MHz Radio Lautarisima (señal Lautaro)
- 102.7 MHz Radio Nuevo Tiempo
- 104.5 MHz Radio Universal
- 105.3 MHz Radio Edelweiss
- 107.9 MHz Radio Pehuén

Otros medios de comunicación
- Revista Las Raíces[21]